# Machine plongeante

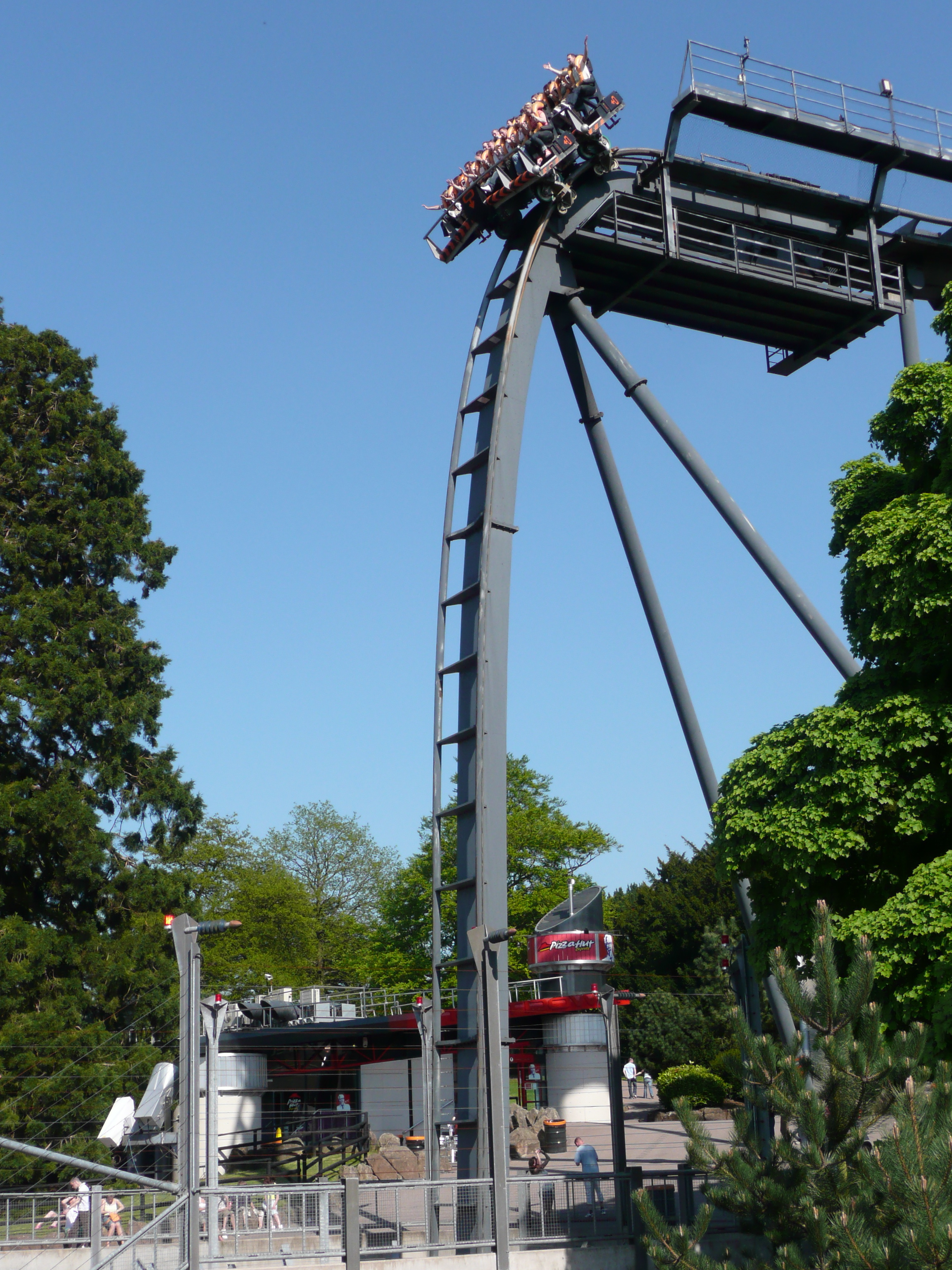
La descente dOblivion, à Alton Towers.

Les machines plongeantes, en anglais Dive Coaster, anciennement Diving Machine, sont un type de montagnes russes en métal construit par l'entreprise suisse Bolliger & Mabillard. Les passagers subissent un moment de chute libre dans une descente verticale.
Le développement des machines plongeantes commence entre 1994 et 1995 et la première attraction de ce type, Oblivion à Alton Towers, au Royaume-Uni, ouvre le 14 mars 1998. Dès 2007, Bolliger & Mabillard utilise des trains sans sol pour ce modèle pour améliorer l'expérience. En 2020, quatorze machines plongeantes sont en fonctionnement.

## Histoire

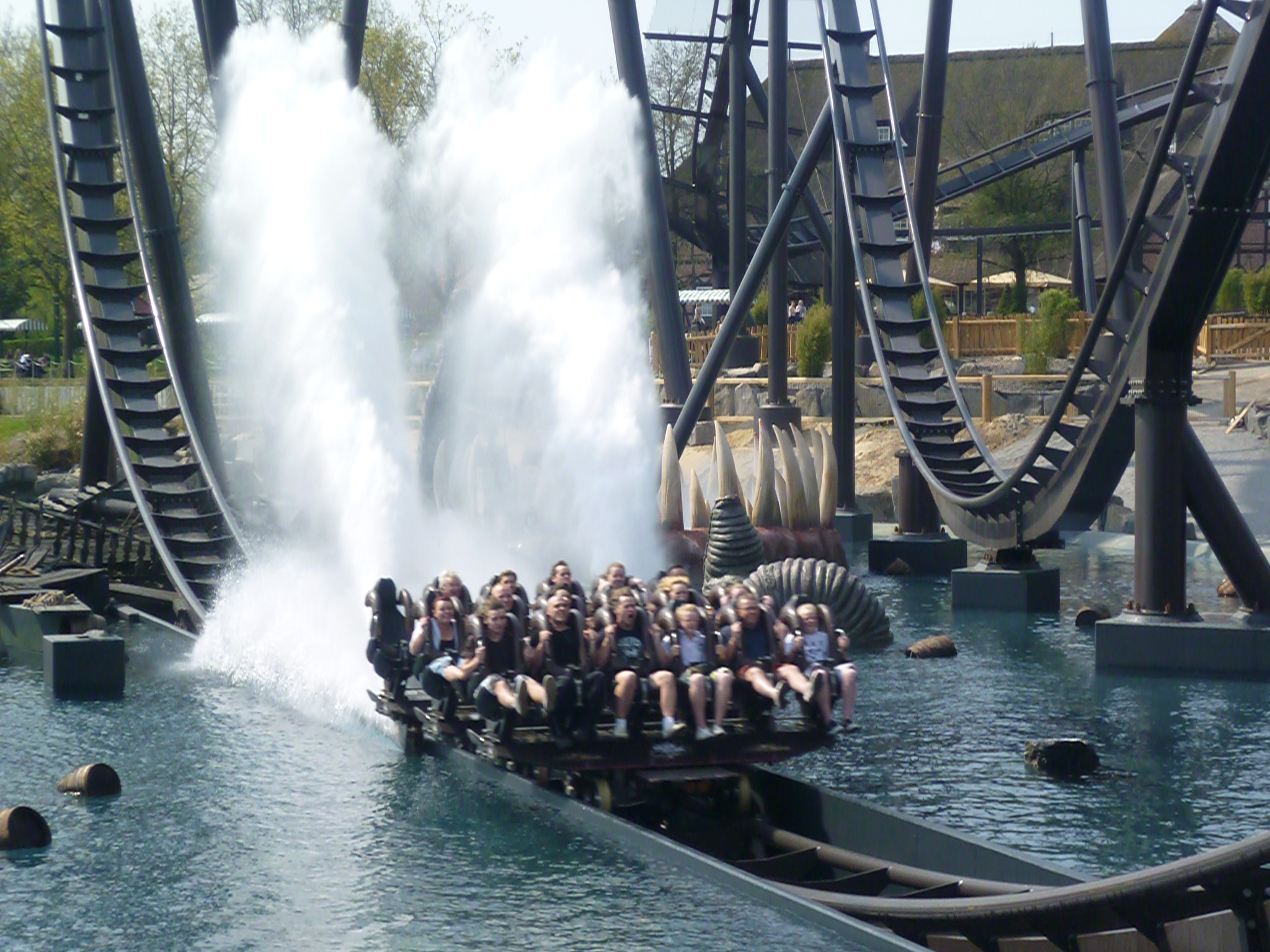
Un train de Krake dans un "splashdown" à Heide Park, en Allemagne.

D'après Walter Bolliger, le développement de la machine plongeante commence entre 1994 et 1995. Le 14 mars 1998, la première attraction de ce type au monde, Oblivion, ouvre à Alton Towers, au Royaume-Uni. Oblivion n'a pas une descente complètement verticale, puisqu'elle est inclinée à 87 degrés. Deux ans plus tard, la deuxième machine plongeante, Diving Machine G5, ouvre Janfusun Fancyworld, à Taïwan. Sa descente est inclinée à 87,5 degrés. En 2005, SheiKra ouvre à Busch Gardens Tampa. Il s'agit de la première machine plongeante à avoir une descente inclinée à 90 degrés et un splashdown,. En 2007, le groupe SeaWorld annonce que Griffon, à Busch Gardens Williamsburg, serait la première machine plongeante à utiliser des trains sans sol et que les trains de SheiKra seraient remplacés par des trains du même type. Depuis la construction de SheiKra et Griffon, toutes les nouvelles machines plongeantes ont une descente verticale inclinée à 90 degrés, un splashdown et des trains sans sol.

## Design

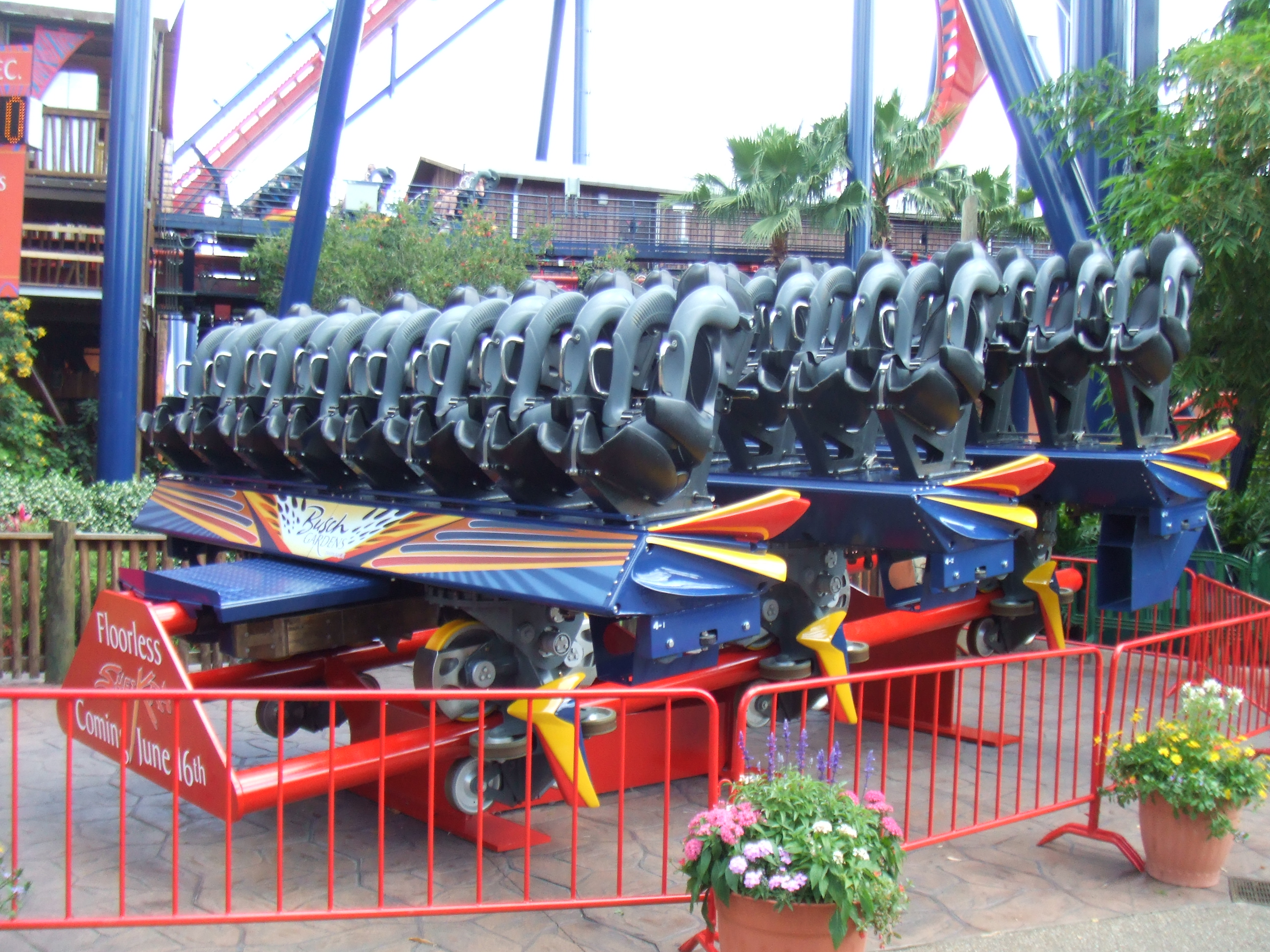
Un exemple de train sans sol sur SheiKra.

Le design d'une machine plongeante peut beaucoup varier selon l'attraction. D'après la demande du parc, une rangée du train a entre six et dix sièges. Les rangées arrière sont surélevées pour garantir une bonne vue à chaque passager. Les wagons des machines plongeantes sont plus lourds que les wagons standards de Bolliger & Mabillard ayant des rangées de quatre places. Les rails doivent donc être plus gros pour supporter ce poids supplémentaire. Au sommet de la première descente, verticale, un système de freins maintient le train pendant trois à cinq secondes, ce qui offre aux passagers une vue de la descente avant que le train soit lâché,.
Les machines plongeantes n'ayant pas des trains sans sol utilisent une gare normale. Celles utilisant des trains sans sol ont un sol mobile pour permettre aux passagers de monter et descendre du train. Une barrière est placée devant le train pour que les passagers ne marchent au bord de la gare. Une fois les anses de sécurité abaissées, la barrière s'ouvre et le sol se sépare en plusieurs pièces qui se rangent sous la zone de chargement Quand le train suivant entre dans la station entre dans la gare, la barrière est fermée et les pièces du sol remontent pour que le déchargement et le chargement puissent être effectués.

## Attractions de ce type
Bolliger & Mabillard a construit 16 machines plongeante jusqu'en 2022. Elles sont listées par date d'ouverture :
| Nom                          | Parc                       | Pays         | Commentaires                                                                                        | Ouverture |        |
| ---------------------------- | -------------------------- | ------------ | --------------------------------------------------------------------------------------------------- | --------- | ------ |
| Oblivion                     | Alton Towers               | Royaume-Uni  | Premier exemplaire                                                                                  | 1998      | [ 3 ]  |
| Diving Machine G5            | Janfusun Fancyworld        | Taïwan       | Premier exemplaire non européen                                                                     | 2000      | [ 4 ]  |
| SheiKra                      | Busch Gardens Tampa        | États-Unis   | Premier exemplaire comportant 1 inversion et premier sans sol                                       | 2005      | [ 5 ]  |
| Griffon                      | Busch Gardens Williamsburg | États-Unis   | Premier exemplaire comportant 2 inversions                                                          | 2007      | [ 13 ] |
| Dive Coaster                 | Chimelong Paradise         | Chine        | | 2008      | [ 14 ] |
| Diving Coaster               | Happy Valley Shanghai      | Chine        | | 2009      | [ 15 ] |
| Krake                        | Heide Park                 | Allemagne    | Plus haut exemplaire d'Europe.                                                                      | 2011      | [ 16 ] |
| Oblivion : The Black Hole    | Gardaland                  | Italie       | | 2015      | [ 17 ] |
| Baron 1898                   | Efteling                   | Pays-Bas     | | 2015      | [ 18 ] |
| Valravn                      | Cedar Point                | États-Unis   | Premier exemplaire comportant 3 inversions.                                                         | 2016      | [ 19 ] |
| Draken                       | Gyeongju World             | Corée du Sud | | 2018      |        |
| Western Regions Heaven       | Happy Valley Chengdu       | Chine        | | 2018      |        |
| Valkyria                     | Liseberg                   | Suède        | | 2018      | [ 20 ] |
| Yukon Striker                | Canada's Wonderland        | Canada       | Premier exemplaire comportant 4 inversions, plus long, plus vite, et plus haut exemplaire au monde. | 2019      |        |
| Emperor                      | SeaWorld San Diego         | États-Unis   | | 2022      |        |
| Dr. Diabolical's Cliffhanger | Six Flags Fiesta Texas     | États-Unis   | Chute la plus raide au monde sur ce type de montagnes russes avec 95° d'inclinaison.                | 2022      | [ 21 ] |